# Слободка (Хвастовичский сельсовет)
Слобо́дка (бел. Слабодка) — деревня в составе Хвастовичского сельсовета Глусского района Могилёвской области Республики Беларусь.

## Население
- 2010 год — 17 человек